# Harald Fritz

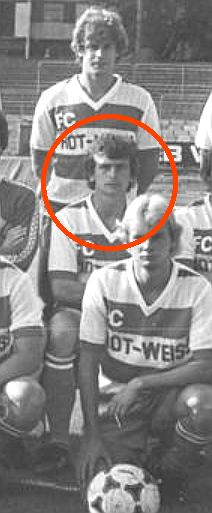
Harald Fritz 1983

Harald Fritz (* 2. November 1954) ist ein ehemaliger Thüringer Fußballspieler. Für den FC Rot-Weiß Erfurt und die BSG Motor Suhl spielte er in der DDR-Oberliga, der höchsten Spielklasse des DDR-Fußball-Verbands.

## Fußball-Laufbahn

### FC Rot-Weiß Erfurt
1969 wurde Fritz in die Jugendmannschaft des FC Rot-Weiß Erfurt aufgenommen. Nachdem er alle Nachwuchsmannschaften durchlaufen hatte, spielte er ab 1972 mit der 2. Mannschaft des FC Rot-Weiß in der zweitklassigen DDR-Liga. Ein Jahr später gab er seinen Einstand in der Oberliga. Am 6. Oktober 1973 wurde er in der Begegnung des 7. Spieltages Dynamo Dresden – FC Rot-Weiß (1:0) in der 58. Minute eingewechselt. Bis zum Saisonende kamen zwei weitere Kurzeinsätze in der Oberliga hinzu. Es dauerte bis zur Saison 1976/77, ehe sich der 1,74 m große Fritz einen Stammplatz in der Oberligamannschaft erobert hatte. Als Mittelfeldspieler auf stets wechselnden Positionen bestritt er 24 Punktspiele und war dreimal als Torschütze erfolgreich. Seinen Stammplatz konnte er bis 1980 verteidigen, nur in der Spielzeit 1977/78 fiel er verletzungsbedingt 15 Spieltage aus. Seine erfolgreichste Saison spielte Fritz 1979/80, in der er nur bei einem Punktspiel fehlte und mit vier Toren einen persönlichen Saisonrekord aufstellte. Sein Saisonhöhepunkt war die Mitwirkung im Endspiel um den DDR-Fußballpokal. Als zentraler Mittelfeldspieler spielte er am 17. Mai 1980 mit dem FC Rot-Weiß gegen den FC Carl-Zeiss Jena, verlor aber mit seiner Mannschaft nach Verlängerung mit 1:3. In den folgenden Spielzeiten konnte Fritz nicht mehr an seine bisherigen Leistungen anknüpfen. Nachdem er vom Sommer 1980 bis Winter 1981 nur fünf Oberligaspiele bestritten hatte, wurde er für ein halbes Jahr an den DDR-Ligisten Motor Weimar abgegeben. Anschließend gehörte er während der Spielzeiten 1982/83 und 1983/84 wieder zum Oberligaaufgebot des FC Rot-Weiß Erfurt, kam aber jeweils nur fünfmal in der Oberliga zum Einsatz.

### BSG Motor Suhl
Auch für die Saison 1984/85 meldete der Erfurter Klub Fritz wieder für seine 1. Mannschaft. Nachdem dieser aber bis zum 5. Spieltag nicht in der Oberliga eingesetzt worden war, beantragte der DDR-Oberliga-Aufsteiger Motor Suhl Fritz’ Wechsel zur eigenen Mannschaft. Die Suhler benötigten dringend einen Offensivspieler, da ihnen unerwartet zwei Stürmer ausgefallen waren. Am 8. Spieltag kam Fritz erstmals für die BSG Motor Suhl in der Oberliga zum Einsatz, bis zum Saisonende wurden es insgesamt 13 Erstligaeinsätze, in denen Fritz in der Regel als Rechtsaußenstürmer eingesetzt wurde, die Hoffnungen auf Tore aber nicht erfüllte. Neuling Suhl konnte den Klassenerhalt nicht erreichen und stieg nach einem Jahr wieder in die Zweitklassigkeit ab. Für Fritz war es die letzte Oberligasaison, mit der auf 150 Oberligaspiele kam, in denen er elf Tore erzielt hatte. Im Sommer 1985 beendete er seine Laufbahn als Fußballspieler im Leistungsbereich und spielte anschließend noch für den drittklassigen Bezirksligisten Motor Gotha. 

### Trainer
Bereits 1980 hatte Fritz das Sportlehrerdiplom erworben. Nach der politischen Wende von 1989 erwarb er beim DFB die A-Lizenz als Fußballtrainer. Er trat jedoch nie als Trainer höherklassiger Mannschaften in Erscheinung. Seine bisher letzte Station als Trainer einer Männermannschaft war der SSV 07 Schlotheim in der Landesklasse Thüringen.
Heute ist Fritz als Trainer und Betreuer im Internat des Jugendfußball-Leistungszentrum SSV 07 Schlotheim tätig.